# Сент-Джордж (Аляска)
Сент-Джордж (англ. St. George; алеут. Anĝaaxchalux̂) — город в зоне переписи населения Западные Алеутские острова, штат Аляска, США.

## География
Город расположен на острове Святого Георгия, который входит в группу островов Прибылова. Площадь города составляет 472,3 км², из которых 90,0 км² — суша и 382,3 км² (80,94 %) — вода.

## История
В 1988 году город был награждён премией All-America City Award (с англ. — «Всеамериканский город») присуждаемой Национальной гражданской лигой, которую неофициально называют «Нобелевской премией за конструктивное гражданство» и которая выдается за активную гражданскую позицию жителей некорпоративных сообществ Соединённых Штатов в жизни местного самоуправления.

## Население
По данным переписи 2000 года население города составляло 152 человека. Расовый состав: коренные американцы — 92,11 %; белые — 7,89 %. Доля лиц в возрасте младше 18 лет — 36,8 %; лиц от 18 до 24 лет — 5,3 %; от 25 до 44 лет — 31,6 %; от 45 до 64 лет — 19,7 % и старше 65 лет — 6,6 %. Средний возраст населения — 33 года. На каждые 100 женщин приходится 92,4 мужчин; на каждые 100 женщин в возрасте старше 18 лет — 113,3 мужчин.
Из 51 домашних хозяйств в 47,1 % — воспитывали детей в возрасте до 18 лет, 54,9 % представляли собой совместно проживающие супружеские пары, в 15,7 % семей женщины проживали без мужей, 17,6 % не имели семьи. 15,7 % от общего числа семей на момент переписи жили самостоятельно, при этом 0 % составили одинокие пожилые люди в возрасте 65 лет и старше. В среднем домашнее хозяйство ведут 2,98 человек, а средний размер семьи — 3,29 человек.
Средний доход на совместное хозяйство — $57 083; средний доход на семью — $60 625. Средний доход мужчины — $50 625, женщины — $31 250. Средний доход на душу населения — $21 131. Около 4,9 % семей и 7,9 % жителей живут за чертой бедности, включая 4 % лиц младше 18 лет и 0 % лиц старше 65 лет.
Динамика численности населения города по годам:
| 1910 | 1970 | 1980 | 1990 | 2000 | 2010 |
| ---- | ---- | ---- | ---- | ---- | ---- |
| 90   | 163  | 158  | 138  | 152  | 102  |

## Транспорт
На острове расположен аэропорт Сент-Джордж. Авиакомпания PenAir осуществляет регулярные рейсы в Сент-Пол и Анкоридж.

## Образование
Имеется школа, обеспечивающая 8-летнее образование. Ближайшая школа, обеспечивающая 12-летнее образование находится в городе Сент-Пол.